# 金銀島購物中心
金銀島購物中心（Treasure Island Shopping Center）是一間位於台灣高雄市前鎮區的中型購物中心，由於基地面積廣達10,189坪，故規劃為平面式單一樓層商場，建築樓地板面積為10,534坪。商場係由中陽集團旗下的大買家開發經營，1999年4月開業，主力核心店為大買家量販。2015年3月結束營業。

## 歷史
- 1996年，大買家向台糖公司標得「高雄前鎮區合作開發商場案」[1]。
- 1997年11月，大買家與台糖公司簽訂量販百貨商場合作經營契約[1]：由台糖提供土地，大買家斥資16億元興建建物與負責商場經營，合作期間為20年[2]。
- 1998年4月[3]，雙方合約經公平會及稅務機關確認准許[1]。
- 1999年3月27日，金銀島購物中心試營運，4月10日正式開業，副總統連戰出席開幕典禮。當時成為高雄市區的熱門地標，預計首年營業額目標為35億元[4]。
- 2011年間，因財政部法令變更，致使合作契約條文與主旨不符，大買家表示無法依契約履約，後經多次雙邊協商及由行政院公共工程委員會調解，工程會建議雙方終止合作契約[1]。
- 2015年3月初，大買家決定於3月31日提前終止合作經營，並表示是自工程會建議終止合作後再經多次協商、雙方同意的結果[1]；台糖則表示合約本訂至2018年4月截止，大買家片面提出解約，台糖將對違約部分依約求償，並正與大買家聯繫土地後續處理問題[3]。
- 2015年3月31日，金銀島購物中心結束營業。

## 商場介紹

### 建築空間

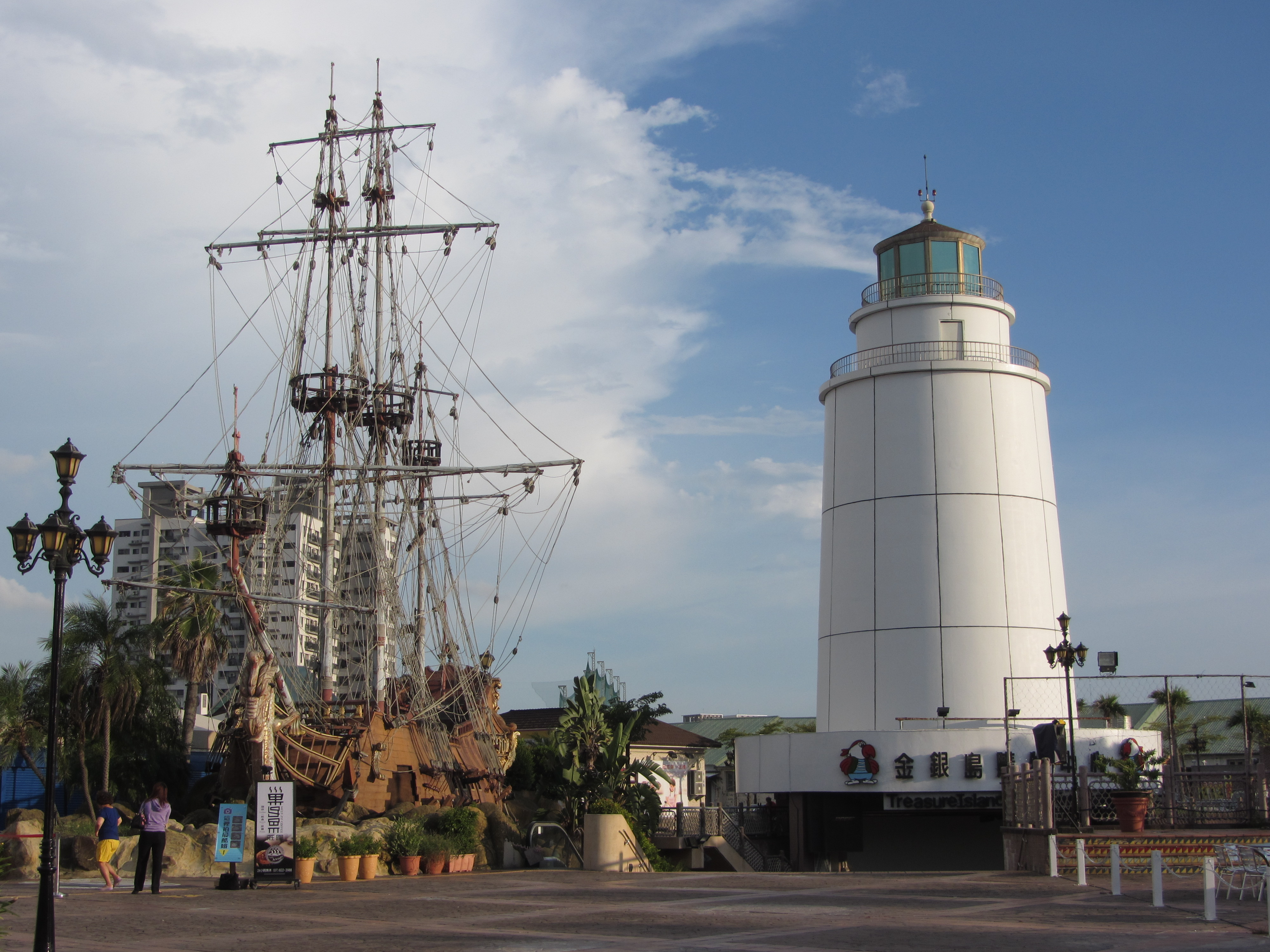
金銀島購物中心一景

由於金銀島購物中心座落於高雄港週邊，故商場以海洋中的金銀島嶼、航行大海的船隻作為整體設計意象：空曠的地面廣場、停車場如同一望無際的大海，海中醒目的巨型燈塔與海盜船等大型裝置點綴其間；整座商場也可以視為一艘巨型船艦，地面層為廣大的船艦甲板，透過中央的下凹式星光舞台及其四周的多個出入口，將地面層甲板與地下室船艙的營業空間連結為一體。
地下一層的星光舞台於開業初期，曾舉辦藝人簽名見面會，並有不定期的演出。商場內環繞舞台四周的展覽空間則會不定期舉辦大型書展、婚紗展、家具展。營運後期地上一層廣場增設小型露天咖啡店，提供觀賞夜景的休閒功能。

### 樓層簡介（末期）
| 樓層 | 用途                             |
| ---- | -------------------------------- |
| 1F   | 停車場、咖啡店、寵物店           |
| B1   | 大買家量販、美食商店街、星光舞台 |

## 周邊設施
- 凱旋觀光夜市
- 高雄富野渡假酒店
- 高雄捷運 環狀輕軌C2凱旋瑞田站